# In the Middle (Natalia Barbu)

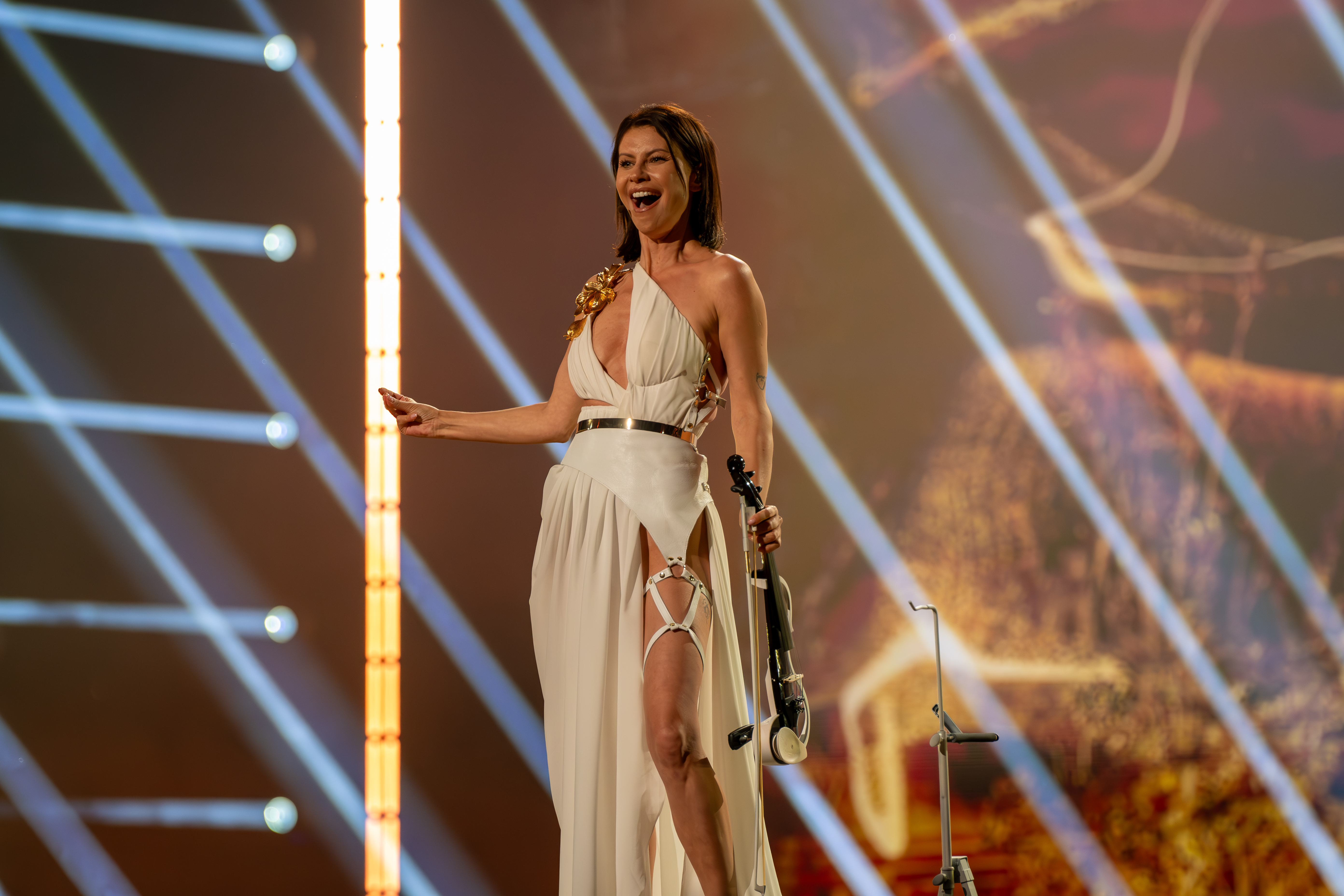
Natalia Barbu mentre si esibisce sulle note di In the Middle alle prove semifinali dell'Eurovision Song Contest, 6 maggio 2024

In the Middle è un singolo della cantante moldava Natalia Barbu, pubblicato il 19 gennaio 2024.

## Descrizione
Il brano è stato scritto da Natalia Barbu e Khristopher Hugh Rickards. In alcune interviste, la Barbu ha dichiarato che la canzone è stata ispirata dai suoi figli e dal sentimento dell'amore, affermando che è semplicemente venuta "dal mio cuore". Ha dichiarato che il cuore di una persona, la "luce" dell'anima umana, è "nel mezzo" del corpo, incoraggiando a trovare il proprio vero io e a connettersi con il "nostro sé divino".
Anche se inizialmente il pezzo non era stato scritto per l'Eurovision Song Contest, alla fine l'artista è stata convinta dai suoi produttori a partecipare alla selezione eurovisiva moldava.

## Promozione
In the Middle è stata ufficialmente annunciata come una delle 32 canzoni selezionate per le audizioni dal vivo di Etapa Națională, il processo di selezione moldavo per l'Eurovision Song Contest, il 26 dicembre 2023. Il brano è riuscito a qualificarsi per la finale, arrivando primo tra tutte le proposte. Nella finale del 17 febbraio, ha ottenuto un totale di 22 punti, a pari merito con Anti-Princess di Valeria Pasha; la vincitrice è stata determinata dai voti della giuria, conferendo la vittoria alla Barbu e garantendole il diritto di rappresentare la Moldavia all'Eurovision Song Contest 2024.
Dopo la vittoria di Barbu, Pasha ha immediatamente presentato ricorso, contestando i risultati del voto. Pasha ha dichiarato che le regole del concorso non erano sufficientemente trasparenti; secondo lei, non era chiaro come sarebbe stato determinato il vincitore in caso di parità tra televoto e giuria, con il regolamento ufficiale che stabiliva che a vincere sarebbe stata la "canzone che riceve il maggior numero di punti". TRM ha deciso di confermare la vittoria di Barbu, a seguito di un'indagine in cui è stato scoperto che Pasha ha ricevuto tramite televoto 950 voti non validi.

## Tracce
Testi e musiche di Natalia Barbu e Khristopher Hugh Rickards.
1. In the Middle – 2:59